# Weitensfeld im Gurktal
Weitensfeld im Gurktal är en köpingskommun  i distriktet Sankt Veit an der Glan i förbundslandet Kärnten i Österrike. Kommunen har 1 998 invånare (2024).
Kommunen består av 41 orter (Ortschaften) (inom parentes invånarantal 1 januari 2024):

- Ading (8)
- Aich (68)
- Altenmarkt (25)
- Bach (Zweinitz) (1)
- Braunsberg (39)
- Brunn (Zweinitz) (23)
- Dalling (8)
- Dielach (2)
- Dolz (27)
- Edling (66)
- Engelsdorf (30)
- Grabenig (47)
- Grua (12)
- Hafendorf (72)
- Hardernitzen (56)
- Hundsdorf (17)
- Kaindorf (144)
- Kleinglödnitz (3)
- Kraßnitz (11)
- Kötschendorf (61)
- Lind (23)
- Massanig (0)
- Mödring (16)
- Mödritsch (2)
- Nassing (7)
- Niederwurz (0)
- Oberort (36)
- Planitz (45)
- Psein (27)
- Reinsberg (14)
- Sadin (23)
- St. Andrä (66)
- Steindorf (10)
- Traming (15)
- Tschriet (19)
- Weitensfeld (537)
- Wullroß (0)
- Wurz (2)
- Zammelsberg (80)
- Zauchwinkel (8)
- Zweinitz (348)